# Валкур (Квебек)
Валкур (фр. Valcourt) је град у Канади у покрајини Квебек. Према резултатима пописа 2011. у граду је живело 2.349 становника.

## Становништво
Према резултатима пописа становништва из 2011. у граду је живело 2.349 становника, што је за 0,0% више у односу на попис из 2006. када је регистровано 2.349 житеља.
| 2006. | 2011. |
| ----- | ----- |
| 2.349 | 2.349 |